# Kevin Lalande
Kevin Lalande (* 19. Februar 1987 in Kingston, Ontario) ist ein ehemaliger kanadischer Eishockeytorwart mit belarussischer Staatsbürgerschaft, der über viele Jahre in der Kontinentalen Hockey-Liga beim HK Dinamo Minsk, HK ZSKA Moskau und Witjas Tschechow aktiv war. Mit der belarussischen Nationalmannschaft nahm er an mehreren Weltmeisterschaften und der Qualifikation für die Olympischen Winterspiele 2018 teil.

## Karriere
Kevin Lalande begann seine Karriere als Eishockeyspieler bei den Belleville Bulls, für die er von 2003 bis 2007 in der kanadischen Juniorenliga Ontario Hockey League aktiv war. In diesem Zeitraum wurde er im NHL Entry Draft 2005 in der fünften Runde als insgesamt 128. Spieler von den Calgary Flames ausgewählt, für die er allerdings nie spielte. Stattdessen stand der Torwart von 2007 bis 2009 für deren Farmteams Quad City Flames aus der American Hockey League und die Las Vegas Wranglers in der ECHL auf dem Eis. Im Laufe der Saison 2008/09 wechselte er innerhalb der AHL zu den Syracuse Crunch, für die er in den folgenden eineinhalb Spielzeiten zum Einsatz kam. In Syracuse konnte der Kanadier mit einem Gegentorschnitt von 2.26 bzw. 2.86, sowie einer Fangquote von 92,7 % bzw. 91,2 % überzeugen, sodass er für die Saison 2010/11 von Witjas Tschechow aus der Kontinentalen Hockey-Liga verpflichtet wurde.
Ab Juli 2011 stand er beim HK Dinamo Minsk unter Vertrag. Im Dezember 2011 nahm Lalande die belarussische Staatsbürgerschaft an und war ab Oktober 2013 für Belarus spielberechtigt. Für die Weltmeisterschaft 2014 in Belarus wurde er in das Aufgebot des Gastgebers berufen und überzeugte dabei mit sehr guten statistischen Werten.
Nach der Saison 2013/14 verließ er Dinamo Minsk und wurde im Juli 2014 vom HK ZSKA Moskau unter Vertrag genommen. Für den ZSKA absolvierte er insgesamt 3 KHL-Partien bei hervorragenden statistischen Werten.
Im Oktober 2015 kehrte er zu Dinamo Minsk zurück, nachdem er am Trainingslager der Minnesota Wild teilgenommen, aber keinen Vertrag bekommen hatte.
Aufgrund mehrerer Gehirnerschütterungen und einer Hüfterkrankung konnte er in den folgenden zwei Jahren nur wenige Spiele absolvieren, so dass er sich letztlich im Februar 2018 für ein Karriereende entschied.

## Erfolge und Auszeichnungen
- 2006 OHL Third All-Star-Team

## AHL-Statistik
(Stand: Ende der Saison 2009/10)